# Traveller RPG

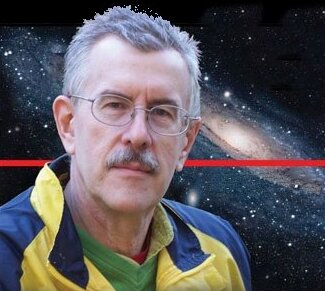
Marc Miller, o criador de Traveller.

Traveller é um role-playing game publicado pela primeira vez em 1977 pela Game Designers' Workshop e, subsequentemente, publicado por diversas outras companhias, sendo publicado ainda hoje.

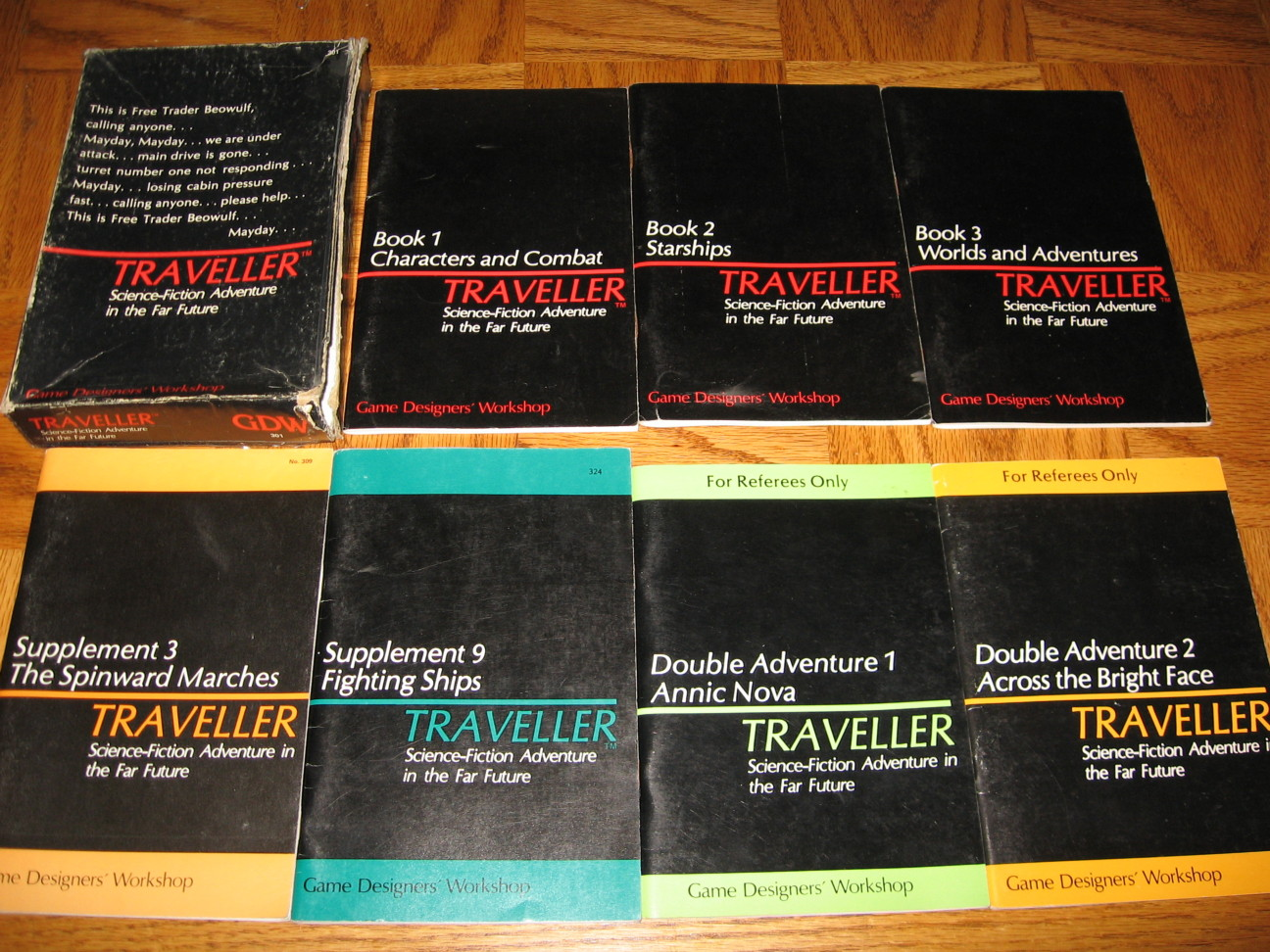
Livros da primeira edição de Traveller: acima a caixa e três livros básicos, abaixo suplementos.

O jogo foi inspirado em diversas séries e histórias de ficção científica, tais como Dumarest saga de E. C. Tubb, Histórias da Fundação de Isaac Asimov, Space Viking de H. Beam Piper, Known Space de Larry Niven, CoDominium de Jerry Pournelle, Polesotechnic League de Poul Anderson e muitas outras.
Os personagens dos jogadores tipicamente viajam entre vários sistemas estelares e se engajam em atividades tais como exploração, batalhas espaciais e terrestres e, comércio interestelar. Os personagens de Traveller são definidos menos pela necessidade de aumentar seus atributos e perícias nativas e mais por feitos heróicos, descobertas, obtenção de fortuna, aparelhos, títulos e poder político.
Originariamente a intenção por trás de Traveller era se tornar o sistema de jogo padrão para aventuras genéricas de ficção científica com viagens espaciais. Seria para a ficção científica o que é o jogo Dungeons & Dragons para a fantasia medieval. Marc Miller, um dos criadores originais do Traveller RPG para a Game Designer's Workshop, disse que a ideia para criação do Traveller surgiu quando ele disse "eu quero jogar Dungeons & Dragons no espaço". A maioria dos suplementos publicados para Traveller tratam de alguma forma do cenário de campanha padrão do jogo, chamado de  "Terceiro Império", algumas vezes chamado de o Universo Oficial de Traveller. Apesar disso, as regras do jogo são genéricas o bastante para adaptar e jogar em qualquer cenário de ficção científica com viagens espaciais.
A publicação atual é da Mongoose Publishing, uma editora britânica. Essa edição às vezes é chamada de T5, mas a "verdadeira" T5 é a Traveller5 em desenvolvimento pela Far Future Enterprise (FFE), de Marc Miller. Os direitos da marca, do nome e do sistema Traveller pertencem à FFE, a Mongoose Publishing é uma licenciada. O jogo da Mongoose Publishing segue as mesmas regras do Classic Traveller, porém atualizadas, no geral são muito parecidos.
Em 2024, o jogo chegou ao Brasil  pela editora RPG Planet Books & Games através de financiamento coletivo no Catarse.

## Publicações
| Data | Jogo                               | Abreviação | Editora                      |
| ---- | ---------------------------------- | ---------- | ---------------------------- |
| 1977 | (Classic) Traveller                | CT         | Game Designers' Workshop:158 |
| 1987 | MegaTraveller                      | MT         | Game Designers' Workshop:169 |
| 1993 | Traveller: The New Era             | TNE        | Game Designers' Workshop:175 |
| 1996 | Marc Miller's Traveller            | T4         | Imperium Games               |
| 1998 | GURPS Traveller                    | GT         | Steve Jackson Games:181      |
| 2002 | Traveller20                        | T20        | QuikLink Interactive:181     |
| 2006 | GURPS Traveller: Interstellar Wars | GTIW       | Steve Jackson Games          |
| 2006 | Traveller Hero                     | TH         | ComStar Games:181            |
| 2008 | Mongoose Traveller 1st Ed.         | MGT        | Mongoose Publishing:181      |
| 2013 | Traveller5.09                      | T5         | Far Future Enterprises:181   |
| 2016 | Mongoose Traveller 2nd Ed.         | MGT2       | Mongoose Publishing          |
| 2019 | Traveller5.10                      | T5         | Far Future Enterprises:181   |
| 2022 | Mongoose Traveller 2nd Ed. Update  | MGT2       | Mongoose Publishing          |